# El Pedró (Cercs)
El Pedró és una muntanya de 2.080 metres que es troba entre els municipis de Cercs i de Fígols, a la comarca catalana del Berguedà.